# Cabaret della Svizzera italiana
Il Cabaret della Svizzera italiana è stata una compagnia nata nel 1976 e che per trent'anni con ritmo biennale ha proposto con successo spettacoli, soprattutto di satira, nel Canton Ticino. Dal 1989 gli spettacoli sono ripresi dalla RSI.

Konfederatti del 2006 è stato l'ultimo spettacolo.

## Direttore e autore dei testi
- Renato Agostinetti

## Regista
- Fausto Sassi (dal 2000 al 2006)

## Attori
- Candido Del Don (fino al 1994)
- Paolo Ferrazzini  (dal 1984)
- Gilberto Fusi (dal 1996 al 2006)
- Giovanna Pellandini (dal 1996 al 2006)
- Angelo Bullo (1990)
- Mino Riva (dal 1977 al 1988)
- Enrico Ostini (dal 1977 al 1982)
- Franca Canevascini (dal 1980 al 1982)
- Ulisse Ferrari (dal 1977 al 1982)

## I pipistrelli
- Franco Lazzarotto (dal 1977 al 2006)
- Ezio Piccolo (dal 1977 al 2006)
- Angelo Zanetti (dal 1986 al 2006)
- Roberto Lenzi (dal 2002 al 2006)
- Stefan Ograbek (fino al 2000)
- Riccardo Lazzarotto (1977)
- Kiko Gregori (dal 1977 al 1982)
- Stefano Defanti (dal 1984 al 1986)

## I musicisti
- Zeno Gianola alle tastiere e compositore delle musiche dal 1992
- Stefano Fanzini al contrabbasso e basso elettrico dal 1992
- Carlo Crivelli alla batteria e percussioni dal 2000
- Giotto Piemontesi alle tastiere e autore delle musiche fino al 1990
- Bixio Stefanoni al contrabbasso fino al 1990
- Manfredo Piemontesi alla batteria dal 1980 al 2000
- Maurizio Ferrazzini al contrabbasso dal 1980 al 1984
- Oscar Sacchetti alla batteria nel 1979

## Spettacoli
- 1977: Senza titolo primo spettacolo del Cabaret
- 1979: Quasi quasi ti scandalizzo un po'
- 1980: Ti riscandalizzo o no?
- 1982: Bla bla bla
- 1984: Chècquespiriamo
- 1986: Homo Erectus Ticinensis: racconta il ticinese medio dalla preistoria ai giorni nostri: dalla pelle d'orso alle zoccolette
- 1988: IdentTICHitt Qual è la nostra identità?
- 1990: Il CanTicino delle creature: tratta di comunione e liberazione e in generale dei rapporti tra politici e animali
- 1992: Amaricordi: le fiabe e la politica
- 1994: A sàn po pü: rievoca il salvataggio dei cercatori dell'Arca di Noè dispersi sul Monte Ararat
- 1996: Non siamo Marinai: Marina Masoni in Consiglio di Stato
- 1998: Allarme Bomba… nigh, Lugano ombelico del Mondo!: ispirato ai mondiali di ciclismo
- 2000: Che Ti cucino: ricettario politico per salvare un Cantone sempre più dilaniato da beghe tra Sopra e Sottoceneri*
- 2002: Globall Ticino la globalizzazione concerne anche il nostro cantone?
- 2004: Insubriacati Il Ticino è pronto per unirsi culturalmente alla Lombardia?
- 2006: Konfederatti: i tempi del Röstigraben legato alla votazione sullo Spazio economico europeo [3]